# Dynamite (пісня BTS)
«Dynamite» — пісня, записана південнокорейським бой-бендом BTS, випущена 21 серпня 2020 року через Big Hit Entertainment і Sony Music Entertainment. Це перша пісня гурту повністю записана англійською мовою. Її автори - Девід Стюарт та Джесіка Агомбар, спродюсована Стюартом, є життєрадісною диско —поп-піснею. Має елементи фанку, соулу та баблгам-попу, в ній відчувається вплив музики 1970-х років — звучать різкі плески в долоні, відлуння синтезаторів та святкові гудки.
Пісня, призначена для заспокоєння слухачів під час пандемії COVID-19, розповідає про радість і вдячність за дрібниці, які роблять життя цінним. Після випуску «Dynamite» отримала позитивні відгуки від музичних критиків, які оцінили привабливе ретро-звучання. Це принесло гурту їхню першу номінацію на Греммі як найкраще поп-виконання дуету/гурту на 63-й щорічній церемонії вручення премії Греммі, що зробило BTS першим корейським поп-виконавцем, номінованим на одну з них.
Сингл «Dynamite» мав великий комерційний успіх у всьому світі; він дебютував під номером один у чарті Billboard Hot 100, ставши першим синглом гурту, що посів номер один у Сполучених Штатах, і зробивши BTS першим повністю південнокорейським гуртом, який очолив Hot 100. Цифрові продажі пісні перевищили 265 000 завантажень за перший тиждень, що стало найбільшим тижнем чистих продажів з часів Тейлор Свіфт «Look What You Made Me Do» (2017). «Dynamite» протримався на вершині Hot 100 протягом трьох тижнів. На Spotify, «Dynamite» дебютував з 7,778 мільйони стрімів, відзначаючи найбільший день відкриття пісні у 2020 році. Крім того, «Dynamite» посів перше місце як у Billboard Global 200, так і в Billboard Global Excl. хіт-парад США, очолюючи останній три тижні поспіль. Пісня потрапила до першої десятки чартів у 25 країнах, включаючи Австралію, Канаду та Велику Британію, і очолила чарти в Угорщині, Ізраїлі, Литві, Малайзії, Сінгапурі та Південній Кореї. 12 квітня 2021 року супровідне музичне відео набрало 1 мільярд переглядів.
Спочатку окремий сингл «Dynamite» пізніше був включений до п'ятого корейськомовного альбому BTS Be (2020), випущеного 20 листопада.

## Хіт-паради
| Чарт (2020)                       | Найвища позиція |
| --------------------------------- | --------------- |
| Bolivia (Monitor Latino)          | 7               |
| Brazil (Top 100 Brasil)           | 35              |
| Colombia (Promúsica)              | 9               |
| Colombia (National-Report)        | 44              |
| Costa Rica Anglo (Monitor Latino) | 9               |
| Croatia (HRT)                     | 17              |
| El Salvador (Monitor Latino)      | 12              |
| Estonia (Eesti Tipp-40)           | 2               |
| Greece (IFPI)                     | 10              |
| Guatemala Anglo (Monitor Latino)  | 6               |
| Iceland (Plötutíðindi)            | 21              |
| India (IMI)                       | 8               |
| Israel (Media Forest)             | 1               |
| Italy (FIMI)                      | 12              |
| Japan Combined Singles (Oricon)   | 2               |
| Lebanon (OLT20)                   | 12              |
| Lithuania (AGATA)                 | 1               |
| Malaysia (RIM)                    | 1               |
| Mexico Airplay (Billboard)        | 1               |
| Panama (Monitor Latino)           | 6               |
| Peru Anglo (Monitor Latino)       | 1               |
| Romania (Airplay 100)             | 47              |
| Singapore (RIAS)                  | 1               |
| Slovenia (SloTop50)               | 8               |
| South Korea (Gaon)                | 1               |
| South Korea (K-pop Hot 100)       | 1               |
| Spain (PROMUSICAE)                | 38              |
| Uruguay Anglo (Monitor Latino)    | 5               |
| US Rolling Stone Top 100          | 2               |
| Venezuela Anglo (Record Report)   | 2               |
| Venezuela Pop (Record Report)     | 15              |
| Vietnam (Vietnam Hot 100)         | 2               |

## Нагороди і номінації
На 63-й щорічній церемонії вручення премії «Греммі» «Dynamite» приніс BTS їхню першу в історії номінацію на «Греммі» за найкращий поп-виконання дуету/гуту — гурт став першим K-pop виконавцем, визнаним Академією звукозапису. Пісня виграла п'ять послідовних щотижневих нагород Melon Popularity з 9 по 28 вересня, а також досягла рекордних 32 перемог у музичних шоу в Південній Кореї.

## Сертифікації
| Регіон | Сертифікація  | Продажі     |
| --- | ------------- | ----------- |
| Австралія (ARIA) | 2× Платиновий | 140 000     |
| Бельгія (BEA) | Платиновий    | 40 000      |
| Канада (Music Canada) | 5× Платиновий | 400 000     |
| Данія (IFPI Denmark) | Золотий       | 45 000      |
| Франція (SNEP) | Діамантовий   | 333 333     |
| Німеччина (BVMI) | Золотий       | 200 000     |
| Італія (FIMI) | 2× Платиновий | 140 000     |
| Японія (RIAJ) | 2× Платиновий | 500 000*    |
| Мексика (AMPROFON) | Золотий       | 30 000      |
| Нова Зеландія (RIANZ) | Платиновий    | 30 000      |
| Польща (ZPAV) | Платиновий    | 20 000      |
| Португалія (AFP) | Платиновий    | 10 000      |
| Іспанія (PROMUSICAE) | Платиновий    | 40 000      |
| Велика Британія (BPI) | Платиновий    | 600 000     |
| США (RIAA) | 3× Платиновий | 3 000 000   |
| Стримінг |               |             |
| Греція (IFPI Greece) | Золотий       | 1 000 000   |
| Японія (RIAJ) | Діамантовий   | 500 000 000 |
| Південна Корея (KMCA) | 3× Платиновий | 300 000 000 |
| *продажі, що базуються лише на сертифікаціях · продажі+прослуховування, що базуються лише на сертифікаціях · лише прослуховування, що базуються лише на сертифікаціях |               |             |